# Smolnícka Huta
Smolnícka Huta (deutsch Schmöllnitzhütte oder Schmöllnitzer Hütte, ungarisch Szomolnokhuta – bis 1902 Szomolnokhutta) ist eine Gemeinde in der Ostslowakei. Sie liegt im Tal des Flusses Smolník in den nordöstlichen Ausläufern des Slowakischen Erzgebirges, etwa 22 km von Gelnica und schließt sich nordöstlich an den Ort Smolník an.

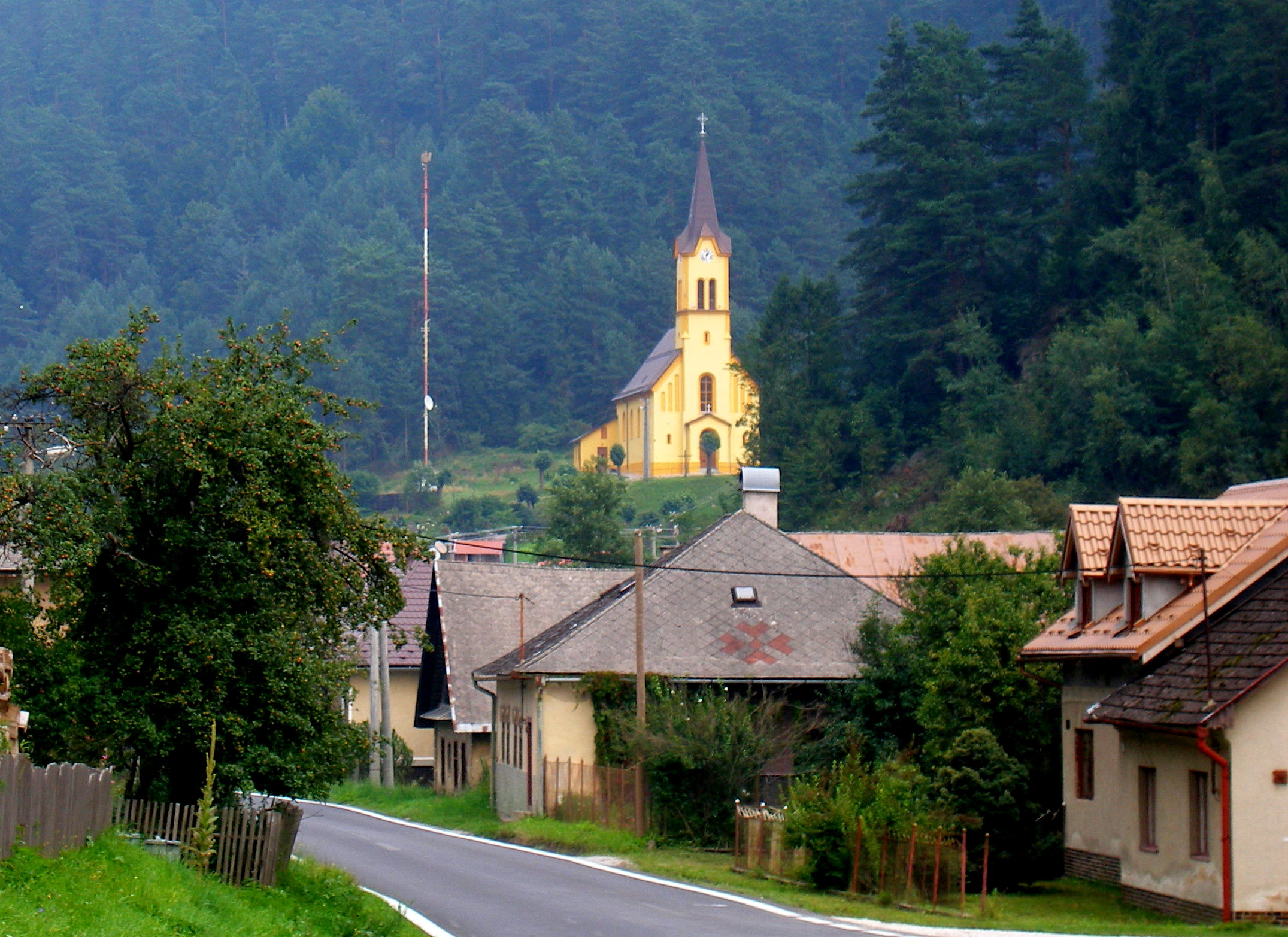
Blick auf den Ort, mit der katholischen Kirche im Hintergrund

Als Teil von Schmöllnitz (Smolník) wurde der Ort schon 1681 erwähnt, wurde aber erst 1828 als Bergstadt selbständig. Es entwickelte sich zu einer Verarbeitungsstätte der hier und in der Umgebung abgebauten Erze, vor allem für Kupfer, Quecksilber, Blei, Silber und Eisen.
1863 wurde ein Hochofen erbaut, dieser ist heute noch als Ruine zu besichtigen.
Über dem Ort erhebt sich auf einem Hügel die katholische Kirche im neoromanischen Stil von 1751, die auf den Grundmauern einer älteren Anlage gebaut wurde. Der Turm wurde 1924 erneuert. Die Gegend um den Ort ist sehr waldreich; vor allem Fichten dominieren hier die Natur.
Von 1884 bis 1965 war der Ort Endpunkt der Göllnitztalbahn von Margecany.
Bis zum Ende des Zweiten Weltkriegs lebten im Ort vor allem deutschsprachige Einwohner (1930: 879 Deutsche von 1069 Einwohnern), heute (Volkszählung 2001) sind 84 % der Einwohner Slowaken, 8 % Deutsche und 4 % Zigeuner.

## Bevölkerung
| Jahr                | 1994 | 2004 | 2014    | 2024    |
| ------------------- | ---- | ---- | ------- | ------- |
| Anzahl der Personen | 475  | 494  | 475     | 470     |
| Unterschied         |      | +4 % | −3,84 % | −1,05 % |

| Jahr                | 2023 | 2024    |
| ------------------- | ---- | ------- |
| Anzahl der Personen | 478  | 470     |
| Unterschied         |      | −1,67 % |